# Sunny Summer (bài hát)
"Sunny Summer" (tiếng Hàn: 여름여름해; Romaja: Yeoreumyeoreumhae) là một bài hát của nhóm nhạc nữ Hàn Quốc GFriend trong mini album thứ bảy cùng tên của nhóm, Sunny Summer (2018). Bài hát được phát hành vào ngày 19 tháng 7 năm 2018, thông qua Source Music.

## Mô tả
Bài hát được viết và sản xuất bởi Duble Sidekick và Black Edition. Nó được mô tả bởi Tamar Herman của Billboard, như là một "bản nhạc synth-pop tươi sáng tràn ngập tiếng kèn đồng và bộ gõ vui nhộn". Lời bài hát, nó có đầy đủ các trò chơi chữ kết hợp với tên của 6 thành viên.

## Tác động thương mại
Bài hát ra mắt ở vị trí số 23 trên Gaon Digital Chart, trong tuần vào ngày 21 tháng 7 năm 2018. Trong tuần thứ hai, bài hát đã đạt đến vị trí số 11. Bài hát được xếp hạng trong 12 tuần liên tiếp trong top 100. "Sunny Summer" cũng ra mắt ở vị trí số 25 trên K-pop Hot 100 trong tuần vào ngày 22 tháng 7 năm 2018. Trong tuần thứ hai, bài hát đạt đỉnh ở vị trí số 10, trụ trong hai tuần liên tiếp.
Bài hát là bài hát bán chạy thứ 42 vào tháng 7, thứ 19 vào tháng 8 và thứ 66 vào tháng 9 năm 2018..

## Video âm nhạc
Một video âm nhạc cho bài hát cũng được phát hành vào ngày 19 tháng 7 năm 2018. Video âm nhạc bắt đầu bằng một trích dẫn từ Sonnet 43 của William Shakespeare. Nó cũng cho thấy các phân đoạn vũ đạo vẫy tay và cùng nhau trải qua mùa hè vui vẻ.

## Bảng xếp hạng
| Bảng xếp hạng (2018)     | Vị trí cao nhất |
| ------------------------ | --------------- |
| Hàn Quốc (Gaon)          | 11              |
| Hàn Quốc (K-pop Hot 100) | 10              |